# 1238 Predappia
1238 Predappia (1932 CA) là một tiểu hành tinh vành đai chính được phát hiện ngày 4 tháng 2 năm 1932 bởi L. Volta ở Pino Torinese.